# Empower Field tại Mile High
Empower Field tại Mile High (tiếng Anh: Empower Field at Mile High, trước đây được gọi là Sân vận động Broncos tại Mile High, Invesco Field tại Mile High và Sports Authority Field tại Mile High, và thường được gọi là Mile High, Mile High mới hoặc Sân vận động Mile High) là một sân vận động bóng bầu dục Mỹ ở Denver, Colorado. Sân vận động có biệt danh là Mile High do độ cao của thành phố là 5.280 foot (1.610 m).
Đội thuê chính là Denver Broncos của National Football League (NFL). Sân được khánh thành vào năm 2001 để thay thế sân nhà ban đầu của Broncos, Sân vận động Mile High cũ. Empower Field mang truyền thống của Sân vận động Mile High cũ là một trong những sân vận động khó chơi nhất cho các đội đối phương. Với khó khăn trong việc thi đấu ở độ cao lớn cũng như lượng cổ động viên nổi tiếng ồn ào, Broncos được biết đến là đội có một trong những lợi thế sân nhà tốt nhất ở NFL. Kể từ khi mở cửa, sân vận động đã là sân nhà của đội Denver Broncos, đội bóng vợt Denver Outlaws cũng như đội bóng đá Colorado Rapids. Sân cũng đã tổ chức vô số buổi hòa nhạc và là địa điểm để Barack Obama chấp nhận sự đề cử của Đảng Dân chủ vào tranh chức Tổng thống.

## Sự kiện đáng chú ý

### Bóng đá
| Ngày                | Đội thắng         | Kết quả         | Đội thua    | Giải đấu                                    | Khán giả |
| ------------------- | ----------------- | --------------- | ----------- | ------------------------------------------- | -------- |
| 3 tháng 4 năm 2002  | Hoa Kỳ            | 1–0             | México      | Giao hữu quốc tế                            | 48.476   |
| 1 tháng 6 năm 2011  | México            | 3–0             | New Zealand | Giao hữu quốc tế                            | 45.401   |
| 14 tháng 7 năm 2013 | Panama            | 0–0             | Canada      | Cúp Vàng CONCACAF 2013                      | 30.000   |
| 14 tháng 7 năm 2013 | México            | 3–1             | Martinique  | Cúp Vàng CONCACAF 2013                      | 30.000   |
| 26 tháng 7 năm 2014 | Manchester United | 3–2             | A.S. Roma   | International Champions Cup 2014            | 54.116   |
| 13 tháng 7 năm 2017 | El Salvador       | 2–0             | Curaçao     | Cúp Vàng CONCACAF 2017                      | 49.121   |
| 13 tháng 7 năm 2017 | México            | 0–0             | Jamaica     | Cúp Vàng CONCACAF 2017                      | 49.121   |
| 19 tháng 6 năm 2019 | Martinique        | 3–0             | Cuba        | Cúp Vàng CONCACAF 2019                      | 52.874   |
| 19 tháng 6 năm 2019 | México            | 3–1             | Canada      | Cúp Vàng CONCACAF 2019                      | 52.874   |
| 3 tháng 6, 2021     | Hoa Kỳ            | 1–0             | México      | Vòng chung kết CONCACAF Nations League 2021 | 34,451   |
| 3 tháng 6, 2021     | México            | 0–0 (5–4) pen)  | Costa Rica  | Vòng chung kết CONCACAF Nations League 2021 | 34,451   |
| 6 tháng 6, 2021     | Honduras          | 2–2 (5–4) pen.) | Costa Rica  | Vòng chung kết CONCACAF Nations League 2021 | 37,648   |
| 6 tháng 6, 2021     | Hoa Kỳ            | 3–2 (s.h.p)     | México      | Vòng chung kết CONCACAF Nations League 2021 | 37,648   |